# Dahlica rakosyi
Dahlica rakosyi is een vlinder uit de familie zakjesdragers (Psychidae). De wetenschappelijke naam van deze soort is voor het eerst geldig gepubliceerd in 2005 door Weidlich.
De soort komt voor in Europa.